# 周晓光 (1964年)
周晓光（1964年1月—），江苏昆山人，安徽省政协常委，享受国务院政府特殊津贴专家，安徽大学教授。

## 生平
1985年毕业于中山大学历史系，1988年于安徽师范大学获硕士学位，同年留校任教。2005年于复旦大学获博士学位。曾任安徽师范大学历史与社会学院院长。2012年调至安徽大学，任历史系主任。
2018年3月，任安徽省政协文史资料委员会副主任。
先后入选“教育部新世纪优秀人才计划”、新世纪百千万人才国家级人选、中宣部文化名家暨“四个一批”人才、国家万人计划哲学社会科学领军人才等。

## 著作
- 《中国十大商帮》（合著）（1993年）
- 《徽商研究》（合著）（1995年）
- 《徽商与经营文化》（第一作者）（1998年）
- 《中国文化史纲》（主编）（2001年）
- 《以德治国——历代先贤启示录》（主编）（2001年）
- 《新安理学》（2005年）
- 《徽州传统学术文化地理研究》（2006年）
- 《中国传统文化史概论》（主编）（2006年）